# John Kuck
John Kuck   (Wilson, 27 d'abril de 1905 - Wilson, 21 de setembre de 1986) va ser un atleta estatunidenc, especialista en el llançament de pes, que va competir durant la dècada de 1920.
El 1928 va prendre part en els Jocs Olímpics d'Amsterdam, on guanyà la medalla d'or en la prova del llançament de pes. El 1926 va establir el rècord dels Estats Units de llançament de javelina amb 65,28 metres i guanyà el títol de l'AAU.

## Millors marques
- Llançament de pes. 15,87 m (1928), Rècord del Món
- Llançament de javelina. 65,28 m (1926)[1][2]